# Precisionismo

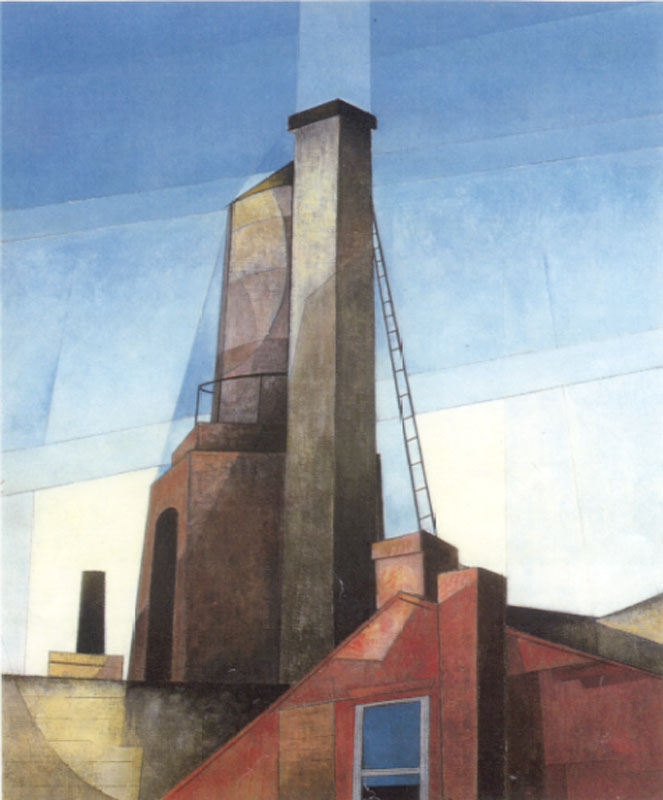
Charles Demuth, Aucassin and Nicolette, 1921

Il precisionismo è stato un movimento artistico nato negli Stati Uniti dopo la prima guerra mondiale, che ha visto il suo periodo di maggiore affermazione tra le due guerre.
Essenzialmente è una sorta di combinazione di cubismo e realismo; è infatti conosciuto anche come realismo cubista. Il termine è stato coniato all'inizio del secondo decennio del novecento. Fortemente influenzato da cubismo e futurismo, le sue tematiche vertono sui temi dell'industrializzazione e la modernizzazione del panorama americano, rappresentati con forme geometriche precise e finemente definite. Il movimento esprime sottilmente una sorta di venerazione per l'era industriale, anche se non è una componente fondamentale dello stile. Il grado di accuratezza nella descrizione dei particolari è notevole (ad esempio, i lavori di Charles Sheeler, che sembrano quasi fotorealistici).
Charles Demuth, Charles Sheeler, Preston Dickinson, Louis Lozowick e Georgia O'Keeffe sono stati precisionisti. Anche George Ault, Ralston Crawford e Gerald Murphy sono associabili al precisionismo.
Il movimento non annovera artisti fuori dagli Stati Uniti, e sebbene non sia stato creato un manifesto, gli artisti stessi formavano un gruppo affiatato e allestivano insieme le mostre, tra il 1920 e il 1930.  Georgia O'Keeffe, rimase fedele agli ideali del precisionismo fino agli anni '60, sebbene le sue opere più conosciute non siano legate a questo movimento. Il marito, il fotografo Alfred Stieglitz, è stato uno stimato mentore per il gruppo.
I precisionisti sono anche chiamati "sterilisti", e "immacolati".
La loro opera ha influenzato il realismo magico statunitense e il movimento pop art.